# Константа Бруна
В 1919 Вігго Брун показав, що сума обернених значень для простих чисел-близнюків збігається до деякої константи, яка отримала назву Константа Бруна для чисел-близнюків:
{\displaystyle B_{2}=\left({\frac {1}{3}}+{\frac {1}{5}}\right)+\left({\frac {1}{5}}+{\frac {1}{7}}\right)+\left({\frac {1}{11}}+{\frac {1}{13}}\right)+\left({\frac {1}{17}}+{\frac {1}{19}}\right)+\left({\frac {1}{29}}+{\frac {1}{31}}\right)+\cdots }
Цей висновок цікавий тим, що якби ця сума була розбіжною, то тим самим була б доведена нескінченність послідовності пар чисел-близнюків. Наразі невідомо, чи є константа Бруна ірраціональним числом, але якщо це буде доведено, то звідси буде випливати нескінченність послідовності пар простих чисел-близнюків. Доведення раціональності константи Бруна залишить проблему чисел-близнюків відкритою.
Константу Бруна надзвичайно важко обчислювати: відомо, що вона більша за 1,9, але невідомо ніякої раціональної верхньої межі.